# Chris White (Bassist, 1943)

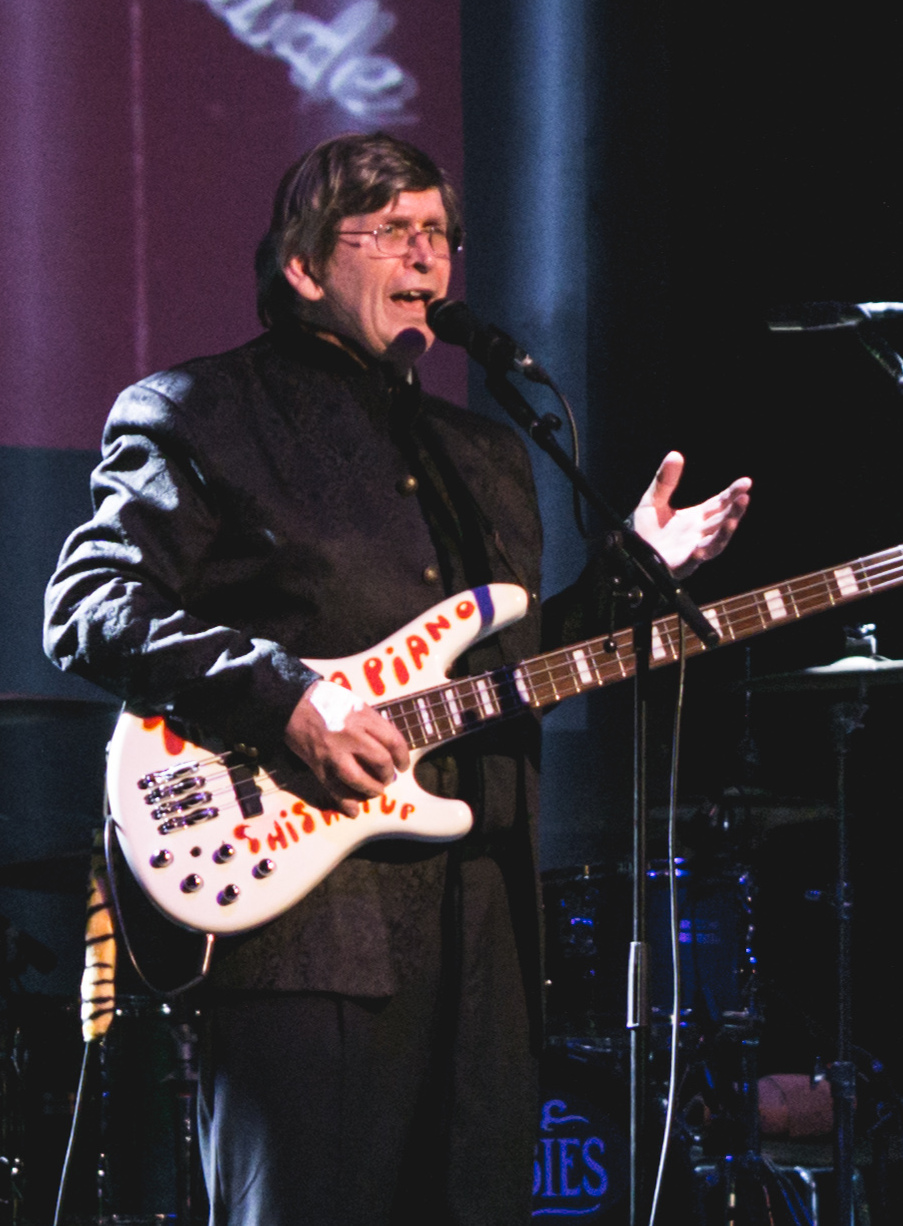
Chris White, 2017

Christopher Taylor White (* 7. März 1943 in Barnet, London) ist ein englischer Rockmusiker (Bass, Gesang), Songwriter und Musikproduzent. Bekannt wurde er vor allem als Mitglied der Band The Zombies.

## Biografie
Geboren in Barnet, einem Stadtbezirk von London, wuchs White in Markyate auf, wo seine Eltern einen Laden hatten.
Als Bassist der Zombies war White neben Rod Argent einer der beiden Songwriter der Gruppe. Zum Soundtrack des Films Bunny Lake ist verschwunden (1965) schrieb er zwei Stücke, Nothingʼs Changed und Remember You. Sein Song I Love You, ursprünglich 1965 von den Zombies aufgenommen, war 1968 ein Hit für die Band People!.
Nach der Auflösung der Zombies 1968 schrieb und produzierte White Material für Colin Blunstone sowie für Rod Argents neue Band Argent. Mit Rod Argent zusammen schrieb er den Argent-Hit Hold Your Head Up, Platz 5 sowohl in England als auch in Amerika.
Später war White als A&R-Manager tätig. Mit seinem Bruder Matthew White gründete er die Band White Circle. 1990 gab es eine kurze Wiedervereinigung von einigen der ursprünglichen Zombies-Mitglieder, darunter White. Ab 2008 traten die noch lebenden Ur-Zombies wieder gemeinsam auf.